# مايكل روبين (ملحن)
مايكل روبين (بالإنجليزية: Michael Rubin)‏ هو ملحن أمريكي، ولد في 24 سبتمبر 1963 في نيويورك في الولايات المتحدة.

## وصلات خارجية
- مايكل روبين على موقع IMDb (الإنجليزية)
- مايكل روبين على موقع قاعدة بيانات الفيلم (الإنجليزية)
- الموقع الرسمي